# Dendronephthya candida
Dendronephthya candida is een zachte koraalsoort uit de familie Nephtheidae. De koraalsoort komt uit het geslacht Dendronephthya. Dendronephthya candida werd in 1900 voor het eerst wetenschappelijk beschreven door Pütter. 